# 黃柏睿
黃柏睿（1993年4月11日—），台灣男子羽毛球選手。

## 簡歷
黃柏睿與林家佑從雲林縣文昌國小便開始合作參加男雙比賽，此後二人升讀西苑國中、西苑高中到國立台灣體育運動大學，期間亦一直合作無間。
2011年，二人在全國團體賽代表合庫B隊，爆冷以2比0擊敗合庫A隊的方介民 / 李勝木，技驚四座。同年7月，二人出戰印度勒克瑙舉行的亞洲青年羽毛球錦標賽，在男雙決賽以21-14、21-13擊敗同胞黃主恩 / 盧敬堯，贏得冠軍。同年11月，二人出戰世界青年羽毛球錦標賽，又闖入男雙決賽，惜以17-21、17-21敗於馬來西亞的方威捷 / 張御宇，屈居亞軍，但仍創下中華隊在世青賽的最佳成績。

## 主要比賽成績
只列出曾進入準決賽的國際賽事成績：
| 年份   | 賽事                   | 公開賽級別 | 項目     | 搭檔      | 成績   |
| ------ | ---------------------- | ---------- | -------- | --------- | ------ |
| 2010年 | 高雄羽球國際挑戰賽     | 國際挑戰賽 | 混合雙打 | 黃美菁    | 準決賽 |
| 2011年 | 亞洲青年羽毛球錦標賽   | 其他       | 男子雙打 | 林家佑    | 冠軍   |
| 2011年 | 世界青年羽毛球錦標賽   | 其他       | 男子雙打 | 林家佑    | 亞軍   |
| 2011年 | 世界青年羽毛球錦標賽   | 其他       | 混合團體 | －        | 季軍   |
| 2013年 | 大阪羽毛球國際挑戰賽   | 國際挑戰賽 | 男子雙打 | 廖敏竣    | 準決賽 |
| 2013年 | 波蘭羽毛球國際賽       | 國際系列賽 | 男子雙打 | 盧敬堯    | 準決賽 |
| 2013年 | 捷克羽毛球國際賽       | 國際挑戰賽 | 男子雙打 | 盧敬堯    | 準決賽 |
| 2014年 | 法國羽毛球國際賽       | 國際挑戰賽 | 男子雙打 | 盧敬堯    | 準決賽 |
| 2014年 | 芬蘭羽毛球公開賽       | 國際挑戰賽 | 男子雙打 | 盧敬堯    | 亞軍   |
| 2014年 | 紐西蘭羽毛球大獎賽     | 大獎賽     | 混合雙打 | 帥佩伶    | 準決賽 |
| 2014年 | 新加坡羽毛球國際系列賽 | 國際系列賽 | 男子雙打 | 盧敬堯    | 冠軍   |
| 2014年 | 印尼羽毛球大師賽       | 黃金大獎賽 | 男子雙打 | 盧敬堯    | 準決賽 |
| 2015年 | 印尼羽毛球國際挑戰賽   | 國際挑戰賽 | 男子雙打 | 鲁德·博世 | 準決賽 |

| 2007-2017年 | 首要超級賽 | 超級賽 | 黃金大獎賽 | 大獎賽 | 國際挑戰賽 | 國際系列賽 | 未來系列賽 | 其他 |

| 2018-2026年 | 總決賽 | 超級1000賽 | 超級750賽 | 超級500賽 | 超級300賽 | 超級100賽 | 國際挑戰賽 | 國際系列賽 | 未來系列賽 | 其他 |